# Рожаје
Рожаје је град и сједиште истоимене општине на крајњем истоку Црне Горе. Припада црногорском дијелу Рашке области. Према попису из 2011. било је 9.422 становника.

## Географија
Рожаје, варошица у извору реке Ибар, се развило на мјесту гдје се укрштавају путеви: један од Косовске Митровице преко планине Цмиљевице (у Рожајама) па даље за Плав и Гусиње, а други важнији од Пећи преко превоја Куле и Турјана (у Рожајама) и даље. Рожаје је на великој висини (1.000 m), а клима је континентална.

## Историја
Вријеме настанка Рожаја не може се тачно утврдити, али је поуздано установљено да се насеље под именом Рожаје помиње у османским пописним дефтерима из 16. вијека. Тако је у пописном дефтеру Призренског санџака из 1571. године забиљежено да се село Рожаје налазило у саставу нахије Трговиште, чије се првовитно сједиште налазило у старом Трговишту (локалитет Пазариште, испод Старог Раса). Исти дефтер биљежи да се код Рожаја налазио и манастир Светог Петра, чији је старјешина био калуђер Симеон.
Значај Рожаја додатно је порастао када је старо Трговиште запустело, усљед чега је сједиште истоимене нахије пренето управо у Рожаје. Од тог времена, и само мјесто Рожаје почело је по називу нахије да се назива Трговиштем. Под тим именом помињу га и чувени турски путописци Евлија Челебија и Мустафа хаџи-Калфа, који је записао да у том мјесту и половином 17. вијека живе само Срби. За настанак имена Рожаје постоји више тумачења. По једном, којег подржава већина тумача, град је добио име по имену старог утврђења „Рогаје“, а француски путописац Ами Буе име Рожаје изводи из ријечи „рог“ по кречњачким кликовима који се налазе испод Ганића крша. Археолошка налазишта свједоче, међутим, о људским насеобинама из прастарих времена, чак и прије нове ере. Прије доласка Словена, овдје су боравили Илири и Римљани. У средњем вијеку, подручје Рожаја и Бихора представљало је средишњи дио средњовјековне државе Рашке. Доказ за то су археолошки налази Грац, Госпођин врх, Градина, Бачевац, те тумулуси, остаци цркава и манастира, испосничке пећине, стара гробља, у народу позната као латинска и грчка. Од 1912. године, рожајски крај налази се у саставу државе Црне Горе.
Први модерни пут у Рожају је био бановински пут Нови Пазар - Беране 1934.

## Становништво
Према попису из 1981. године у граду је живело 7.336, 1991. године - 9.033 и 2003. године - 9.121 становника.
У насељу Рожаје живи 6.019 пунолетних становника, а просечна старост становништва износи 30,1 година (29,5 код мушкараца и 30,7 код жена). У насељу има 2.114 домаћинстава, а просечан број чланова по домаћинству је 4,31.
Ово насеље је углавном насељено Бошњацима (према попису из 2003. године), а у последња три пописа, примећен је пораст у броју становника.
|  |

| Демографија | Демографија | Демографија |
| Година      | Становника  | Становника  |
| ----------- | ----------- | ----------- |
|             |             |             |
|             |             |             |
|             |             |             |
|             |             |             |
| 1948.       | 1.464       |             |
| 1953.       | 1.813       |             |
| 1961.       | 2.765       |             |
| 1971.       | 5.327       |             |
| 1981.       | 7.336       |             |
| 1991.       | 9.033       | 8.828       |
| 2003.       | 11.048      | 9.121       |
| 2011.       |             | 9.422       |
|             |             |             |

| Национални састав према попису из 2003.‍ | Национални састав према попису из 2003.‍ | Национални састав према попису из 2003.‍ | Национални састав према попису из 2003.‍ | Национални састав према попису из 2003.‍ |
| --------------------------------------- | --------------------------------------- | --------------------------------------- | --------------------------------------- | --------------------------------------- |
|                                         |                                         |                                         |                                         |                                         |
| Бошњаци                                 | Бошњаци                                 |                                         | 7.585                                   | 83,15%                                  |
| Муслимани                               | Муслимани                               |                                         | 795                                     | 8,71%                                   |
| Срби                                    | Срби                                    |                                         | 244                                     | 2,67%                                   |
| Црногорци                               | Црногорци                               |                                         | 231                                     | 2,53%                                   |
| Албанци                                 | Албанци                                 |                                         | 188                                     | 2,06%                                   |
| Роми                                    | Роми                                    |                                         | 15                                      | 0,16%                                   |
| непознато                               | непознато                               |                                         | 28                                      | 0,30%                                   |

| Национални састав према попису из 2011.‍ | Национални састав према попису из 2011.‍ | Национални састав према попису из 2011.‍ | Национални састав према попису из 2011.‍ | Национални састав према попису из 2011.‍ |
| --------------------------------------- | --------------------------------------- | --------------------------------------- | --------------------------------------- | --------------------------------------- |
|                                         |                                         |                                         |                                         |                                         |
| Бошњаци                                 | Бошњаци                                 |                                         | 8.136                                   | 86,35%                                  |
| Муслимани                               | Муслимани                               |                                         | 537                                     | 5,69%                                   |
| Црногорци                               | Црногорци                               |                                         | 215                                     | 2,28%                                   |
| Албанци                                 | Албанци                                 |                                         | 187                                     | 1,98%                                   |
| Срби                                    | Срби                                    |                                         | 175                                     | 1,86%                                   |

| \| \| м \| \| \| ж \| \| ? \| 45 \| \| \| 49 \| \| 80+ \| 17 \| \| \| 43 \| \| 75—79 \| 34 \| \| \| 44 \| \| 70—74 \| 82 \| \| \| 72 \| \| 65—69 \| 127 \| \| \| 128 \| \| 60—64 \| 133 \| \| \| 168 \| \| 55—59 \| 167 \| \| \| 153 \| \| 50—54 \| 227 \| \| \| 239 \| \| 45—49 \| 295 \| \| \| 284 \| \| 40—44 \| 348 \| \| \| 339 \| \| 35—39 \| 292 \| \| \| 346 \| \| 30—34 \| 269 \| \| \| 364 \| \| 25—29 \| 302 \| \| \| 350 \| \| 20—24 \| 348 \| \| \| 415 \| \| 15—19 \| 426 \| \| \| 404 \| \| 10—14 \| 471 \| \| \| 486 \| \| 5—9 \| 434 \| \| \| 385 \| \| 0—4 \| 456 \| \| \| 379 \| \| Просек : \| 364 \| \| \| 124 \| |     |  |  |     |
| |     |  |  |     |
| | м   |  |  | ж   |
| ? | 45  |  |  | 49  |
| 80+ | 17  |  |  | 43  |
| 75—79 | 34  |  |  | 44  |
| 70—74 | 82  |  |  | 72  |
| 65—69 | 127 |  |  | 128 |
| 60—64 | 133 |  |  | 168 |
| 55—59 | 167 |  |  | 153 |
| 50—54 | 227 |  |  | 239 |
| 45—49 | 295 |  |  | 284 |
| 40—44 | 348 |  |  | 339 |
| 35—39 | 292 |  |  | 346 |
| 30—34 | 269 |  |  | 364 |
| 25—29 | 302 |  |  | 350 |
| 20—24 | 348 |  |  | 415 |
| 15—19 | 426 |  |  | 404 |
| 10—14 | 471 |  |  | 486 |
| 5—9 | 434 |  |  | 385 |
| 0—4 | 456 |  |  | 379 |
| Просек : | 364 |  |  | 124 |

| Број домаћинстава према пописима из периода 1948—2003. | Број домаћинстава према пописима из периода 1948—2003. | Број домаћинстава према пописима из периода 1948—2003. | Број домаћинстава према пописима из периода 1948—2003. | Број домаћинстава према пописима из периода 1948—2003. | Број домаћинстава према пописима из периода 1948—2003. | Број домаћинстава према пописима из периода 1948—2003. | Број домаћинстава према пописима из периода 1948—2003. |
| Година пописа                                          | 1948.                                                  | 1953.                                                  | 1961.                                                  | 1971.                                                  | 1981.                                                  | 1991.                                                  | 2003.                                                  |
| ------------------------------------------------------ | ------------------------------------------------------ | ------------------------------------------------------ | ------------------------------------------------------ | ------------------------------------------------------ | ------------------------------------------------------ | ------------------------------------------------------ | ------------------------------------------------------ |
| Број домаћинстава                                      | 322                                                    | 370                                                    | 553                                                    | 1.061                                                  | 1.391                                                  | 1.861                                                  | 2.258                                                  |

| Број домаћинстава по броју чланова према попису из 2003. | Број домаћинстава по броју чланова према попису из 2003. | Број домаћинстава по броју чланова према попису из 2003. | Број домаћинстава по броју чланова према попису из 2003. | Број домаћинстава по броју чланова према попису из 2003. | Број домаћинстава по броју чланова према попису из 2003. | Број домаћинстава по броју чланова према попису из 2003. | Број домаћинстава по броју чланова према попису из 2003. | Број домаћинстава по броју чланова према попису из 2003. | Број домаћинстава по броју чланова према попису из 2003. | Број домаћинстава по броју чланова према попису из 2003. | Број домаћинстава по броју чланова према попису из 2003. |
| Број чланова                                             | 1                                                        | 2                                                        | 3                                                        | 4                                                        | 5                                                        | 6                                                        | 7                                                        | 8                                                        | 9                                                        | 10 и више                                                | Просек                                                   |
| -------------------------------------------------------- | -------------------------------------------------------- | -------------------------------------------------------- | -------------------------------------------------------- | -------------------------------------------------------- | -------------------------------------------------------- | -------------------------------------------------------- | -------------------------------------------------------- | -------------------------------------------------------- | -------------------------------------------------------- | -------------------------------------------------------- | -------------------------------------------------------- |
| Број домаћинстава                                        | 2.114                                                    | 164                                                      | 233                                                      | 297                                                      | 410                                                      | 496                                                      | 294                                                      | 124                                                      | 51                                                       | 26                                                       | 19                                                       |

| Пол    | Укупно | Неожењен/Неудата | Ожењен/Удата | Удовац/Удовица | Разведен/Разведена | Непознато |
| ------ | ------ | ---------------- | ------------ | -------------- | ------------------ | --------- |
| Мушки  | 3.112  | 1.088            | 1.896        | 56             | 45                 | 27        |
| Женски | 3.398  | 1.021            | 1.956        | 307            | 86                 | 28        |
| УКУПНО | 6.510  | 2.109            | 3.852        | 363            | 131                | 55        |

| Пол    | Укупно                    | Пољопривреда, лов и шумарство | Рибарство                            | Вађење руде и камена | Прерађивачка индустрија       |
| ------ | ------------------------- | ----------------------------- | ------------------------------------ | -------------------- | ----------------------------- |
| Мушки  | 1.140                     | 46                            | 0                                    | 0                    | 169                           |
| Женски | 610                       | 31                            | 0                                    | 0                    | 64                            |
| Укупно | 1.750                     | 77                            | 0                                    | 0                    | 233                           |
|        |                           |                               |                                      |                      |                               |
| Пол    | Производња и снабдевање   | Грађевинарство                | Трговина                             | Хотели и ресторани   | Саобраћај, складиштење и везе |
| Мушки  | 19                        | 25                            | 139                                  | 96                   | 108                           |
| Женски | 5                         | 1                             | 122                                  | 25                   | 14                            |
| Укупно | 24                        | 26                            | 261                                  | 121                  | 122                           |
|        |                           |                               |                                      |                      |                               |
| Пол    | Финансијско посредовање   | Некретнине                    | Државна управа и одбрана             | Образовање           | Здравствени и социјални рад   |
| Мушки  | 14                        | 21                            | 141                                  | 116                  | 38                            |
| Женски | 10                        | 10                            | 57                                   | 118                  | 75                            |
| Укупно | 24                        | 31                            | 198                                  | 234                  | 113                           |
|        |                           |                               |                                      |                      |                               |
| Пол    | Остале услужне активности | Приватна домаћинства          | Екстериторијалне организације и тела | Непознато            | Непознато                     |
| Мушки  | 74                        | 0                             | 0                                    | 134                  | 134                           |
| Женски | 30                        | 0                             | 0                                    | 48                   | 48                            |
| Укупно | 104                       | 0                             | 0                                    | 182                  | 182                           |

## Саобраћај
Рожаје је смјештен на главном путу између Црне Горе и Метохије, а повезан је и са Новим Пазаром.

## Културно-уметничка друштва
- КУД „Врело Ибра“
- Фолклорни ансамбл „Рожаје“

## Партнерски градови
Кавадарци, Сјеверна Македонија
 Горажде, Босна и Херцеговина
 Илиџа, Босна и Херцеговина
 Перник, Бугарска
 Бетон, Француска
 Ленарт, Словенија
 Киркларели, Турска
 Кутахја, Турска
 Бајрампаша, Турска

## Познате личности
- Ибрахим Хаџић, српски књижевник, пјесник и дугогодишњи уредник Школског програма Телевизије Београд
- Драшко Магделинић, српски гуслар, ктитор и привредник[9]
- Асим Мујевић, бубњар и један од оснивача групе Смак
- Стојана Магделинић, српска књижевница
- Ћазим Лукач, југословенски политичар, позоришни глумац и професор
- Јакуп Кадровић, мула, командант муслиманске милиције Санџака, албанског поријекла
- Хафиз Абдурахман Кујевић, духовни вођа и професор
- Емрах Климента, црногорски фудбалер
- Тарик Хаџић, црногорски алпски скијаш
- Ервин Ибрахимовић, црногорски политичар, потпредсједник Скупштине Црне Горе (2021-)
- Рафет Хусовић, црногорски политичар
- Сеид Хаџић, црногорски политичар
- Ернес Калач, југословенски и црногорски каратиста и кик боксер
- Сеад Сејо Калач, српски поп-фолк пјевач
- Ернад Шаботић, луксембуршки фудбалер

## Галерија
- Панорама Рожаја
- Џамија султана Мурата II
- Хотел у Рожајама
- Ганића кула
- Албанска мушка ношња из рожајског краја
- Народна ношња рожајског краја
- Извор ријеке Ибар
- Ганића кула
- Планина Хајла
- Кучанска џамија
- Црква Ружица
- Фестивал Златна пахуља 2012. године